# Дмитрівська сільська рада (Фастівський район)
| Дмитрівська сільська рада — колишній орган місцевого самоврядування у Фастівському районі Київської області з адміністративним центром у с. Дмитрівка. Водоймища на території, підпорядкованій даній раді: річка Унава. Сільській раді були підпорядковані населені пункти: - с. Дмитрівка - с. Півні |

## Склад ради
Рада складалася з 15 депутатів та голови.

### Керівний склад ради
| ПІБ                       | Основні відомості                                                             | Дата обрання | Дата звільнення |
| ------------------------- | ----------------------------------------------------------------------------- | ------------ | --------------- |
| Орленко Василь Васильович | Сільський голова, 1955 року народження, освіта, безпартійний                  | 26.03.2006   | 31.10.2010      |
| Орленко Василь Васильович | Сільський голова, 1955 року народження, освіта середня загальна, безпартійний | 31.10.2010   |                 |

Примітка: таблиця складена за даними джерела